# Isofluraanverdamper

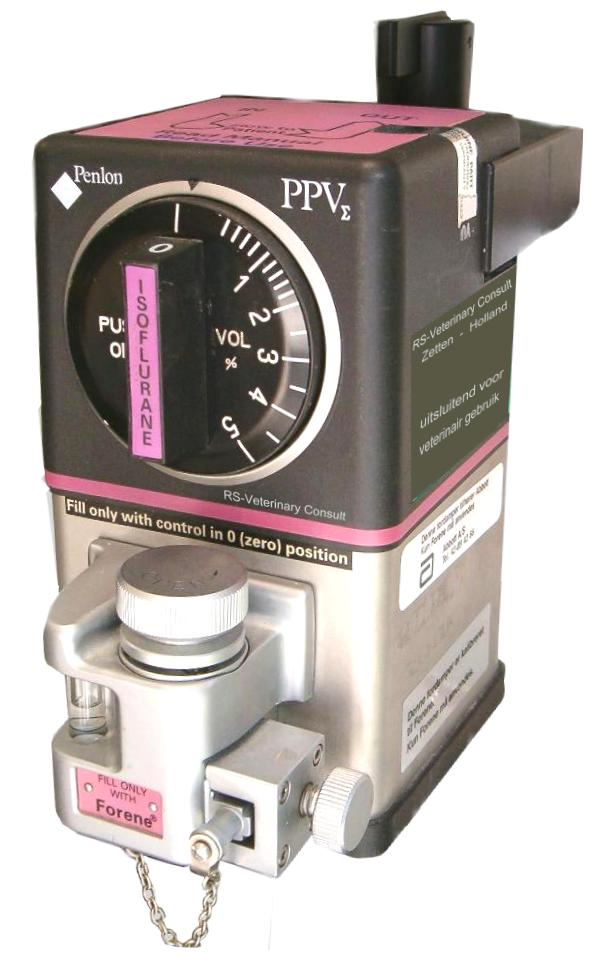
Penlon PPVΣ verdamper voor Isofluraan

Een verdamper is een apparaat waarin vloeibare vluchtige anesthetica kunnen overgaan in dampvorm en geheel gecontroleerd kunnen worden toegevoegd aan een gasstroom.
Ieder anesthesietoestel is uitgerust met een verdamper, die is aangesloten op de meet- en regeleenheid voor zuurstof en lachgas, de flowmeters.
Verdampers zijn uiterst gecompliceerde toestellen. Door het verdampen van de vloeistof wordt veel warmte afgestaan zodat de vloeistof sterk afkoelt. Door deze afkoeling zal de verdamping geleidelijk steeds moeilijker verlopen.
Een goede verdamper heeft dan ook een dikke metalen mantel, die de vloeistof goed isoleert.
Ook is vrijwel altijd een thermostaat ingebouwd, die de dampafgifte constant houdt ongeacht de temperatuur.
De meeste verdampers zijn bedoeld voor gebruik met gasstromen tussen 100 en 6000 ml/min.
Op de instelknop vindt men de aanduiding voor de afgifte in volume-procent (vol%).
Alle dampvormige anesthetica hebben specifieke eigenschappen en mogen daarom alleen worden gebruikt in een verdamper die daarvoor is ontworpen. Door een speciaal vulsysteem dat alleen past voor het juiste middel (key-filler) kan de verdamper worden gevuld met vloeistof.
De tolerantie in nauwkeurigheid van de dampafgifte is 15% van de ingestelde waarde, dat wil zeggen bij een instelling van 2 vol% mag de afgegeven concentratie 1,7 vol% resp. 2,3 vol% zijn.
De mate van nauwkeurigheid bepaalt in hoge mate de aanschafprijs van de verdamper.
Diverse fabrikanten leveren verdampers met speciale voorzieningen als blokkeerstiften, snelwisselvattingen etc.
Enkele voorbeelden van verdampers zijn:

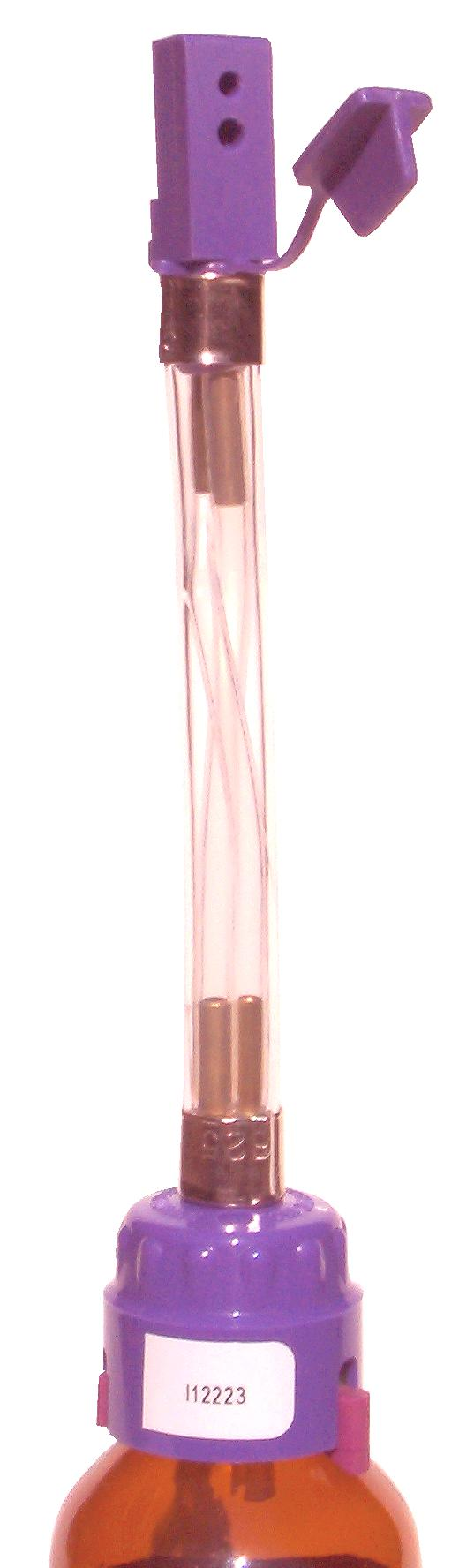
key-filler slang Isofluraan

De verschillende anesthetica worden met een kleur gecodeerd, zodat men in een oogopslag de juiste slang voor de juiste verdamper kan pakken.
oranje = enfluraan
rood = halothaan
paars = isofluraan
geel = sevofluraan
blauw= desfluraan